# Cirrhicera basalis
Cirrhicera basalis là một loài bọ cánh cứng trong họ Cerambycidae.